# Pärlsvans
Pärlsvans (Annulonemertes minusculus) är en djurart som tillhör fylumet slemmaskar, och som beskrevs av Berg 1985. Enligt Catalogue of Life ingår Pärlsvans i släktet Annulonemertes, klassen Enopla, fylumet slemmaskar och riket djur, men enligt Dyntaxa är tillhörigheten istället släktet Annulonemertes, ordningen Hoplonemertea, klassen Enopla, fylumet slemmaskar och riket djur. Arten är reproducerande i Sverige. Inga underarter finns listade i Catalogue of Life.